# Austin Rivers
Pour les articles homonymes, voir Austin et Rivers.
Austin James Rivers né le 1er août 1992 à Santa Monica en Californie, est un joueur américain de basket-ball évoluant au poste d'arrière.
Considéré comme l'un des meilleurs lycéens, il joue au sein de l'équipe nationale américaine lors du Nike Hoop Summit 2011, et il participe également à l'édition 2011 de McDonald's All-American Game. Son père, Doc Rivers, est l'entraîneur des Bucks de Milwaukee.

## Biographie

### Carrière enHigh School
En juin 2010, Rivers a beaucoup contribué à la médaille d'or l'équipe américaine au Championnat des Amériques des 18 ans et moins. Il a établi un record d'équipe aux États-Unis pour un événement U18 avec 35 points inscrits contre le Canada. Le 5 août 2010, Rivers est sélectionné à la cinquième édition du Boost Mobile Elite 24 où il est nommé co-MVP avec 25 points, 4 rebonds, 4 passes. Pendant deux années consécutives il mène son lycée Winter Park au titre face au Lycée Dr. Phillips.

### Carrière universitaire
Classé numéro un par Rivals.com, l'un des classements des prospects les plus prestigieux, Rivers s'engage le 30 septembre 2010 pour l'université Duke. Son engagement est largement couvert par ESPN et divers autres réseaux de sports. En tant que recrue, il participe à des matchs des Blue Devils de Duke en Chine et à Dubaï lors d'une tournée internationale en août 2011. Dans le premier match contre l'équipe masculine chinoise, il inscrit 18 points (8/15 au tir) pour une victoire de son équipe 77-64. Dans le deuxième match (également contre l'équipe nationale chinoise), Rivers marque 12 points dans une victoire de 78-66. Durant sa première saison avec les Blue Devils, il marque en moyenne 14 points et prend 5 rebonds pour 24 minutes de temps de jeu. Le 8 février 2012, son panier à 3 points au buzzer permet aux Blue Devils de remporter le match contre les Tar Heels de l'université de Caroline du Nord qui restaient sur une série de 31 victoires consécutives.
Lors du tournoi NCAA 2012, Rivers et les Blue Devils sont éliminés à la surprise générale dès le premier tour par l'université Lehigh.
Fin mars 2012, Austin Rivers annonce qu'il s'inscrit à la draft de la NBA.

### Carrière professionnelle

#### Hornets/Pelicans de La Nouvelle-Orléans (2012-2015)
Rivers est choisi en 10e position par l'équipe des Hornets de la Nouvelle-Orléans lors de la draft 2012 de la NBA.

#### Clippers de Los Angeles (2015-2018)
Le 12 janvier 2015, il est envoyé aux Celtics de Boston dans un échange à trois équipes (Memphis, New Orleans et Boston).
Le 15 janvier 2015, Austin Rivers rejoint les Clippers de Los Angeles dans un échange entre trois équipes incluant les Celtics de Boston, les Clippers de Los Angeles et les Suns de Phoenix. Austin rejoint alors son père qui n'est autre que l'entraîneur des Clippers. Ce n'est pas la première fois dans l'histoire de la NBA qu'un entraîneur entraîne son fils. Georges Karl a aussi entraîné son fils avec les Nuggets de Denver.
Le 12 juillet 2015, il prolonge aux Clippers pour deux ans et 6,4 millions de dollars.

#### Wizards de Washington (juin 2018-déc. 2018)
Le 26 juin 2018, il est échangé aux Wizards de Washington contre Marcin Gortat.

#### Rockets de Houston (2018-2020)
Le 16 décembre 2018, il est échangé en compagnie de Kelly Oubre aux Suns de Phoenix en échange de Trevor Ariza. Le 18 décembre, il est coupé par les Suns de Phoenix et devient agent libre par la même occasion.
Le 23 décembre 2018, il re-signe aux Rockets de Houston.

#### Knicks de New York (2020-2021)
En novembre 2020, il signe avec les Knicks de New York pour un trois ans et dix millions de dollars.
Le 25 mars 2021, il est envoyé au Thunder d'Oklahoma City dans un échange à trois équipes. Le 28 mars 2021, il est coupé.

#### Nuggets de Denver (2021-2022)
Le 20 avril 2021, il signe un contrat de 10 jours en faveur des Nuggets de Denver. Il s'engage ensuite jusqu'à la fin de la saison avec les Nuggets (avec une saison supplémentaire en option).

#### Timberwolves du Minnesota (depuis 2022)
Il signe un contrat d'un an et pour le salaire minimum avec les Timberwolves du Minnesota.

## Palmarès
- 2010 : FIBA America U18 Champion
- 2010 : FIBA America U18 MVP
- 2010 : Sélectionné au Boost Mobile Elite
- 2010 : Boost Mobile Elite co-MVP
- 2011 : Morgan Wootten Joueur de l'année
- 2011 : Sélectionné au McDonald's All-American
- 2011 : Sélectionné au Jordan Brand High School All-American
- 2011 : Nike Hoop Summit

## Statistiques

### Universitaires
| Saison    | Équipe   | Matchs | Titul. | Min./m | % Tir | % 3pts | % LF | Rbds/m. | Pass/m. | Int/m. | Ctr/m. | Pts/m. |
| --------- | -------- | ------ | ------ | ------ | ----- | ------ | ---- | ------- | ------- | ------ | ------ | ------ |
| 2011-2012 | Duke     | 34     | 33     | 33,2   | 43,3  | 36,5   | 65,8 | 3,38    | 2,09    | 0,97   | 0,03   | 15,50  |
| Carrière  | Carrière | 34     | 33     | 33,2   | 43,3  | 36,5   | 65,8 | 3,38    | 2,09    | 0,97   | 0,03   | 15,50  |

### Professionnelles

#### Saison régulière
| Saison    | Équipe              | Matchs | Titul. | Min./m | % Tir | % 3pts | % LF | Rbds/m. | Pass/m. | Int/m. | Ctr/m. | Pts/m. |
| --------- | ------------------- | ------ | ------ | ------ | ----- | ------ | ---- | ------- | ------- | ------ | ------ | ------ |
| 2012-2013 | La Nouvelle-Orléans | 61     | 26     | 23,2   | 37,2  | 32,6   | 54,6 | 1,79    | 2,08    | 0,43   | 0,15   | 6,18   |
| 2013-2014 | La Nouvelle-Orléans | 69     | 4      | 19,4   | 40,5  | 36,4   | 63,6 | 1,87    | 2,32    | 0,65   | 0,13   | 7,68   |
| 2014-2015 | La Nouvelle-Orléans | 35     | 3      | 22,1   | 38,7  | 28,0   | 74,6 | 1,94    | 2,49    | 0,51   | 0,20   | 6,83   |
| 2014-2015 | L.A. Clippers       | 41     | 2      | 19,3   | 42,7  | 30,9   | 58,2 | 2,05    | 1,66    | 0,73   | 0,17   | 7,10   |
| 2015-2016 | L.A. Clippers       | 67     | 7      | 21,8   | 43,8  | 33,5   | 68,1 | 1,94    | 1,48    | 0,72   | 0,13   | 8,85   |
| 2016-2017 | L.A. Clippers       | 74     | 29     | 27,8   | 44,2  | 37,1   | 69,1 | 2,18    | 2,76    | 0,65   | 0,14   | 12,01  |
| 2017-2018 | L.A. Clippers       | 61     | 59     | 33,7   | 42,4  | 37,8   | 64,2 | 2,38    | 3,97    | 1,21   | 0,26   | 15,08  |
| 2018-2019 | Washington          | 29     | 2      | 23,5   | 39,2  | 31,1   | 54,3 | 2,45    | 2,00    | 0,62   | 0,34   | 7,24   |
| 2018-2019 | Houston             | 47     | 13     | 28,6   | 41,3  | 32,1   | 51,0 | 1,94    | 2,32    | 0,62   | 0,28   | 8,68   |
| 2019-2020 | Houston             | 68     | 4      | 23,4   | 42,1  | 35,6   | 70,3 | 2,57    | 1,66    | 0,72   | 0,15   | 8,76   |
| 2020-2021 | New York            | 21     | 2      | 21,1   | 43,0  | 36,4   | 71,4 | 2,24    | 2,00    | 0,57   | 0,00   | 7,33   |
| 2020-2021 | Denver              | 15     | 5      | 26,9   | 41,8  | 37,5   | 70,6 | 2,30    | 2,60    | 1,20   | 0,10   | 8,70   |
| 2021-2022 | Denver              | 67     | 18     | 22,1   | 41,7  | 34,2   | 72,7 | 1,70    | 1,30    | 0,80   | 0,10   | 6,00   |
| Carrière  | Carrière            | 655    | 174    | 24,2   | 41,8  | 34,9   | 64,9 | 2,10    | 2,20    | 0,70   | 0,20   | 8;80   |

Dernière mise à jour le 15 juillet 2022.

#### Playoffs
| Saison   | Équipe        | Matchs | Titul. | Min./m | % Tir | % 3pts | % LF  | Rbds/m. | Pass/m. | Int/m. | Ctr/m. | Pts/m. |
| -------- | ------------- | ------ | ------ | ------ | ----- | ------ | ----- | ------- | ------- | ------ | ------ | ------ |
| 2015     | L.A. Clippers | 14     | 2      | 17,9   | 43,8  | 37,1   | 63,2  | 1,71    | 1,14    | 0,71   | 0,29   | 8,36   |
| 2016     | L.A. Clippers | 6      | 2      | 24,0   | 42,6  | 23,5   | 66,7  | 2,67    | 2,67    | 0,50   | 0,00   | 10,33  |
| 2017     | L.A. Clippers | 3      | 2      | 30,1   | 34,6  | 30,8   | 100,0 | 2,67    | 0,67    | 0,33   | 0,33   | 8,00   |
| 2019     | Houston       | 10     | 0      | 21,5   | 43,5  | 45,7   | 66,7  | 2,10    | 1,00    | 0,50   | 0,10   | 7,40   |
| 2020     | Houston       | 12     | 0      | 17,6   | 31,1  | 25,7   | 76,9  | 2,50    | 1,33    | 0,58   | 0,08   | 4,75   |
| 2021     | Denver        | 10     | 9      | 30,5   | 43,5  | 41,3   | 81,3  | 1,70    | 2,10    | 0,20   | 0,30   | 9,20   |
| 2022     | Denver        | 5      | 0      | 21,6   | 44,4  | 33,3   | 100,0 | 0,60    | 1,20    | 1,40   | 0,20   | 4,20   |
| Carrière | Carrière      | 60     | 15     | 22,1   | 41,0  | 35,8   | 72,7  | 2,00    | 1,50    | 0,60   | 0,20   | 7,50   |

Dernière mise à jour le 15 juillet 2022.

## Records sur une rencontre en NBA
Les records personnels d'Austin Rivers en NBA sont les suivants, :
| Type de statistique        | Saison régulière | Saison régulière          | Saison régulière | Playoffs | Playoffs                    | Playoffs          |
| Type de statistique        | Record           | Adversaire                | Date             | Record   | Adversaire                  | Date              |
| -------------------------- | ---------------- | ------------------------- | ---------------- | -------- | --------------------------- | ----------------- |
| Points                     | 41               | @ Kings de Sacramento     | 9 août 2020      | 25       | Rockets de Houston          | 8 mai 2015        |
| Paniers marqués            | 14               | 2 fois                    | 2 fois           | 10       | Rockets de Houston          | 8 mai 2015        |
| Paniers tentés             | 25               | @ Rockets de Houston      | 22 décembre 2017 | 19       | @ Trail Blazers de Portland | 29 avril 2016     |
| Paniers à 3 points réussis | 7                | 4 fois                    | 4 fois           | 5        | @ Trail Blazers de Portland | 27 mai 2021       |
| Paniers à 3 points tentés  | 15               | @ Rockets de Houston      | 22 décembre 2017 | 10       | @ Trail Blazers de Portland | 27 mai 2021       |
| Lancers francs réussis     | 11               | Trail Blazers de Portland | 20 décembre 2014 | 4        | 3 fois                      | 3 fois            |
| Lancers francs tentés      | 12               | Trail Blazers de Portland | 20 décembre 2014 | 6        | @ Lakers de Los Angeles     | 12 septembre 2020 |
| Rebonds offensifs          | 3                | 7 fois                    | 7 fois           | 2        | 2 fois                      | 2 fois            |
| Rebonds défensifs          | 9                | @ Rockets de Houston      | 12 avril 2014    | 6        | 2 fois                      | 2 fois            |
| Rebonds totaux             | 10               | @ Rockets de Houston      | 12 avril 2014    | 6        | 3 fois                      | 3 fois            |
| Passes décisives           | 10               | @ Knicks de New York      | 8 février 2017   | 8        | @ Trail Blazers de Portland | 29 avril 2016     |
| Interceptions              | 4                | 7 fois                    | 7 fois           | 5        | Warriors de Golden State    | 24 avril 2022     |
| Contres                    | 2                | 6 fois                    | 6 fois           | 2        | 2 fois                      | 2 fois            |
| Balles perdues             | 5                | 4 fois                    | 4 fois           | 3        | 5 fois                      | 5 fois            |
| Minutes jouées             | 46               | Lakers de Los Angeles     | 19 janvier 2019  | 47       | Trail Blazers de Portland   | 1er juin 2021     |

- Double-double : 1
- Triple-double : 0

Dernière mise à jour : 15 juillet 2022

## Vie privée
Austin Rivers est le fils de Doc Rivers, ancien joueur NBA et actuel entraîneur des 76ers de Philadelphie. Sa sœur aînée Callie est une joueuse professionnelle de volley-ball. Son frère aîné, Jeremiah, joue également au basket-ball.